# Opel Olympia A
La Olympia A è un'autovettura di fascia media prodotta dalla casa automobilistica tedesca Opel tra il 1967 ed il 1970. La lettera "A", non presente nella denominazione commerciale, è utilizzata per distinguere questo modello come una nuova serie rispetto ai precedenti modelli omonimi.

## Storia e profilo

### Debutto
A metà degli anni sessanta, dopo il lancio della Kadett B, la gamma Opel non includeva una vera e propria berlina di classe media in grado d'inserirsi tra la Kadett stessa e la più grande Rekord, che di lì a poco si sarebbe evoluta dal modello B al più moderno modello C che avrebbe debuttato nel 1966. Per colmare questa lacuna, si diede quindi avvio al progetto di un modello completamente nuovo (la futura Ascona A), ma nell'attesa del suo lancio previsto solo per il 1970, i vertici della casa di Rüsselsheim pensarono di colmare il vuoto con un modello di transizione, realizzando una versione "up-market" della Kadett B.
Per distinguere il più possibile il nuovo modello da quello di origine, Opel scelse una denominazione specifica riutilizzando un nome glorioso nella storia del marchio, Olympia, ricollegandosi quindi a modelli di successo del passato quali la Olympia e Olympia Rekord prodotte complessivamente dal 1935 al 1959. Allo stesso tempo la Olympia A riprese anche l'eredità della Opel 1200 uscita di produzione nel 1962, a sua volta un modello intermedio dalle molteplici funzioni commerciali, essendo nato in primo luogo come versione economica della Rekord P1 all'epoca in listino, ma anche come erede dell'ultima Olympia, anch'essa una variante economica delle precedenti Olympia Rekord ed infine anche per preparare l'arrivo della prima Kadett, che sarà una delle eredi della 1200 assieme appunto alla futura Olympia A, che venne introdotta nell'agosto del 1967.

### Caratteristiche
La nuova Olympia A non fu altro che una versione più lussuosa e meglio rifinita della Kadett B: rispetto al modello d'origine, da cui ereditava l'intera meccanica, presentava soltanto leggere modifiche estetiche all'abbigliamento della carrozzeria (nessun lamierato era nuovo) e degli interni. La carrozzeria di partenza era quella delle versioni LS (vale a dire con coda fastback a 2 o 4 porte) e coupé della Kadett. Le differenze riguardavano la mascherina anteriore (più ampia e di diverso disegno, usata anche per le versioni statunitensi, dove la Kadett venne commercializzata come Buick Opel), il rivestimento in vinile del tetto e la fascia di raccordo dei gruppi ottici posteriori in alluminio satinato (entrambi assenti sulle Kadett), gli interni (dotati di rivestimenti più sofisticati) e varie cornici in metallo lucido sparse per la carrozzeria.
Nessuna novità, invece, dal punto di vista tecnico a cominciare dai motori che rimanevano i 4 cilindri in linea con cilindrate di 1078 (60 CV) e 1897 cm³ (90 CV) del modello d'origine. Unica novità, la versione intermedia di 1,7 litri (1698 cm³ da 72 CV). L'unità motrice più economica, quella da 1,1 litri, montava una distribuzione a valvole in testa mosse da un albero a camme laterale, mentre le altre due montavano un asse a camme in testa con bilancieri a dito. Le velocità massime raggiungibili con le tre motorizzazioni erano rispettivamente di 140, 153 e 162 km/h. Per il resto, dalla Kadett B vennero ripresi anche pianale, scocca e meccanica telaistica. L'architettura meccanica rimase quindi immutata, con motore anteriore longitudinale e trazione posteriore, con struttura a scocca portante, con impianto frenante misto, avantreno a ruote indipendenti con balestre trasversali e retrotreno ad assale rigido con molle elicoidali, quest'ultima una soluzione introdotta proprio in quello stesso periodo anche nella gamma Kadett in sostituzione del precedente retrotreno a balestre longitudinali. Il cambio era di tipo manuale a 4 marce.

### Produzione

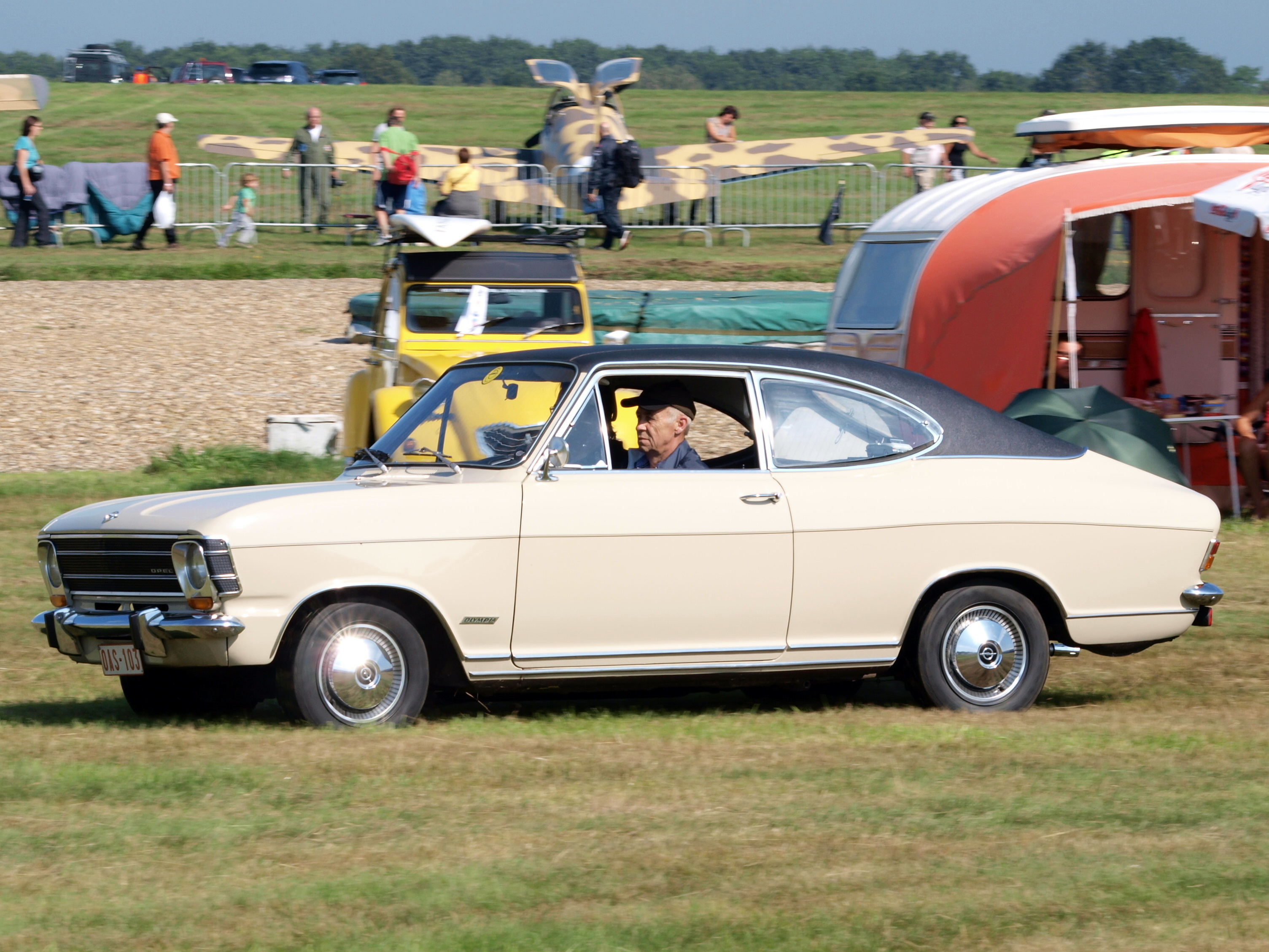
Vista laterale di una Olympia A con carrozzeria fastback

Disponibile in 3 varianti di corpo vettura (berlina 2 porte, berlina 4 porte e coupé) e 2 allestimenti (L, lussuoso, e SR, sportivo), la Olympia A rimase in produzione fino al luglio 1970, vendendo poco più di 80.000 esemplari (80.637 per la precisione). La gamma Olympia A nel corso della sua breve carriera commerciale fu così composta:
- Olympia Berlina (2/4p) 1.1 SR
- Olympia Berlina (2/4p) 1.7 L
- Olympia Berlina (2/4p) 1.9 SR
- Olympia Coupé 1.7 L
- Olympia Coupé 1.9 SR

Data la breve permanenza in listino, la Olympia A conobbe un solo aggiornamento degno di nota durante la sua carriera commerciale, e cioè alla fine del 1968, quando venne reso disponibile a richiesta con sovrapprezzo un cambio automatico a 3 rapporti.
Un piccolo lotto di 8.530 esemplari venne destinato anche al mercato statunitense, dove la vettura venne commercializzata unicamente in abbinamento ad un motore da 1,5 litri.
La Olympia A non fu quindi un modello di gran successo commerciale, specialmente tenendo presente che la Opel, per la sua produzione aveva assunto ben 1.500 operai in più. Ma in ogni caso, nel 1970 il progetto relativo alla Ascona A giunse a pieno compimento e questa nuova vettura venne lanciata sul mercato un paio di mesi dopo l'uscita di scena della Olympia A.

## Riepilogo caratteristiche
Di seguito vengono riepilogate le caratteristiche relative alla gamma della Olympia A: